# Picacho (Nuevo México)
Picacho es un lugar designado por el censo ubicado en el condado de Doña Ana en el estado estadounidense de Nuevo México.